# فتح بغداد (1638)
بعثة بغداد
الاستيلاء على بغداد، هو ثاني غزو لمدينة بغداد من قبل الدولة العثمانية، وقع عام 1638.
كانت بغداد، (عاصمة العراق المعاصرة)، عاصمة للخلافة العباسية، وكانت واحدة من أهم مدن العالم الإسلامي. في النصف الثاني من العصور الوسطى، دائماً ما حاول الحكام الترك (سلاجقة، قراقويونلو، آق قويونلو) بالإضافة لآخرين، السيطرة على هذه المدينة. عام 1534، السلطان العثماني سليمان الأول (الشهير بسليمان القانوني) قام بالاستيلاء على المدينة بدون وقوع قتال يذكر. وبعد 90 عام استطاع عباس الأول الصفوي استرداد المدينة، فدخلها فاتحاً من باب الطلسم.
بذل مختلف القادة العثمانيين (بالتركية: serdar)‏ محاولات لاسترداد المدينة بعد عاد 1624، ولم يحالفهم الحظ. حسب الأسطورة، يمكن فقط للسلطان الاستيلاء على المدينة. كان ينظر لمراد الرابع كبطل حرب ومن ثم كان من واجبه القيام بحملة واسترداد بغداد. منذ عشرة سنوات انتصر مراد الرابع في حملاته على المتمردين الدروز وحقق انتصار كبير في حصاره ليرڤن عام 1635. وفي عام 1638، قرر السلطان العثماني مراد الرابع (من الجيل الخامس من أحفاد سليمان القانوني) استرداد المدينة.
حسب شهادة زاريان أغا حشد العثمانيون لحصار بغداد 108,589 رجل، منهم 35,000 من المشاة بمشاركة الانشكارية، و73,589 من الفرسان.